# Мисрата (община)
Мисрата (на арабски: مصراته, арабски: Məşrātah), известен още, като Мисурата или Мишратах, е община в северозападна Либия. Главен град в общината е Мисрата.